# 土俵祭
土俵祭（どひょうまつり）は、大相撲における祭事。

## 概要
相撲はもともと神道と密接なつながりがあり、神社における祭事で相撲が行われることが多い（神事相撲）。
土地相撲から誕生した大相撲においても、「天地長久、風雨順次、五穀成就」を祈願し、同時に相撲神（戸隠大神、鹿島大神、野見宿禰）の加護を祈願する祭が行われる。

## 参加者
主宰するのは行司3名で、祭主が立行司、脇行司は幕内格と十枚目格が各1名である。3名とも神官装束姿である。
その他の参列者は、理事長、審判部長、審判副部長、審判委員、行司全員、立呼出しであったが、地方場所では担当部長、東西会、溜り会の幹部などが加わり、2010年9月場所からは監事や三役以上の力士が加わった。

## 式次第
現在の大相撲においては、本場所初日前日の午前10時から約30分間行われる。
清祓いの儀
脇行司が土俵に上がり、土俵上の三方の瓶子の蓋をとる。祓詞を奏上し、榊で参列者一同を祓い清める。
祭主祝詞奏上
祭主が塩をまき、正面の白幣に拝礼、柏手、次いで祝詞を奏上する。
祭幣・献酒
脇行司が白幣を土俵の四隅に立て、上げ俵へ献酒する。
片屋開口故実言上
呼出しの柝にあわせて祭主が軍配を左右に振り、言上を述べる。
鎮め物
土俵中央にあらかじめ掘ってあった穴に鎮め物（勝ち栗、榧の実、昆布とするめ、洗米、塩）を埋める。祭主が徳俵に献酒する。
直会
脇行司が参列者に御神酒を捧げる。
触れ太鼓土俵三周
立呼出しを先頭に太鼓2基が土俵を左回りに3周する。その後、1基は櫓太鼓となり、もう1基は触れ太鼓となり街へ繰り出す。

## 備考
- 相撲の三神は一定ではなく、初期においては具体的な三神を特定していなかった。その後も、天之御中主神、高御産巣日神、神産巣日神、天照大御神など文献によって揺れがある。現在の三神となったのは、1945年11月頃であるという[7]。
- 幣帛は7本あるが、これらの内4本は、土俵の四房の内側に結び付けられ、これによって土俵は神聖な場となる（この結界を解くための儀式が千秋楽後に行われる出世力士手打式である。）。残り3本は、戦前の東京場所では吊天井の屋根中央に1本、貴賓席の左右の柱に2本奉斎していたが、後に行司控室の神棚に祀られるようになった。地方場所は会場内に神棚がないため、土俵祭りの用具入れに保管するという[8]。
- 触れ太鼓はかつては1周であったが、1912年1月場所から3周回るようになった（経緯は不明）。以降も大正から昭和にかけては1周のみだった、という新聞記事が多く、具体的な周数変遷は不明である[9]。
- 本場所の土俵祭は、原則として観客席を開放して行っており、一般のファンもその模様を見学することが可能である[10]。2020年から2023年にかけての新型コロナウイルス感染症の流行の際は土俵祭も非公開での開催となったが、代わりに日本相撲協会公式YouTubeチャンネルでライブ配信が行われた。
- 土俵祭は本場所だけでなく、相撲部屋で稽古場の土俵を作り直した際や、地方場所の稽古場の土俵を作った際などにも行われる[11]。その際は部屋（もしくは同じ一門）の行司が祭主となり、部屋の親方衆や力士達も参加して行われる。